# Hercules Segers

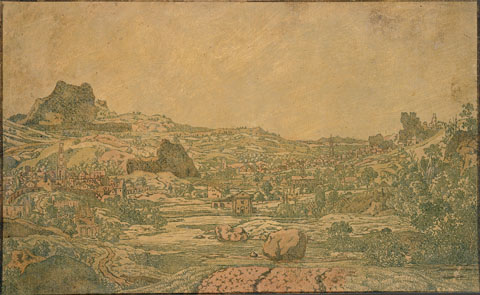
Ciutat amb dues torres (1631)

Hercules Pieterszoon Seghers o Segers (c. 1589 – c. 1638) va ser un pintor i impressor neerlandès dins l'Edat d'Or Holandesa. Va ser un pintor de paisatges molt inspirat, experimentat i original.

## Biografia

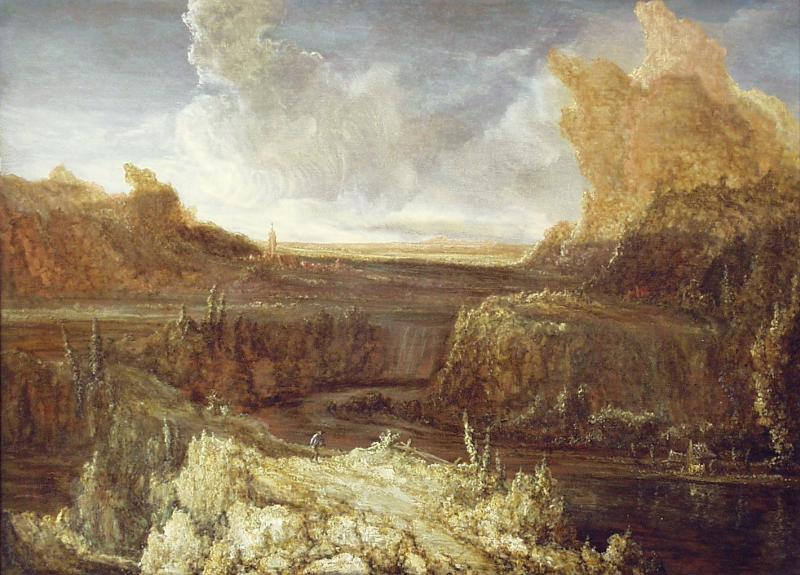
Paisatge imaginari per Seghers. Bredius Museum, Haia - destruït pel foc el 2007.

Hercules nasqué a Haarlem, fill d'un mercader Mennonita. Hercules va ser aprnenet del pintor paisatgista flamenc Gillis van Coninxloo. Seghers i el seu pare van comprar un gran nombre de les seves obres en la subhasta de l'estudi del pintor com també ho va fer Pieter Lastman. L'any 1615 es casà amb Anneke van der Brugghen que aleshores tenia 16 anys. Es va arruïnar a finals de la dècada de 1620. El 1631 es va fer marxant d'art. Va morir cap a 1638.
La seva reputació pòsthuma és deguda a Inleyding tot de hooge schoole der schilderkonst (Introducció a l'Alta Escola de Pintura) de Samuel van Hoogstraten qui el presenta com un geni del romanticisme avant la lettre, solitari, pobre i incomprès, basant-se sobretot en els seus aiguaforts.

## Impressions

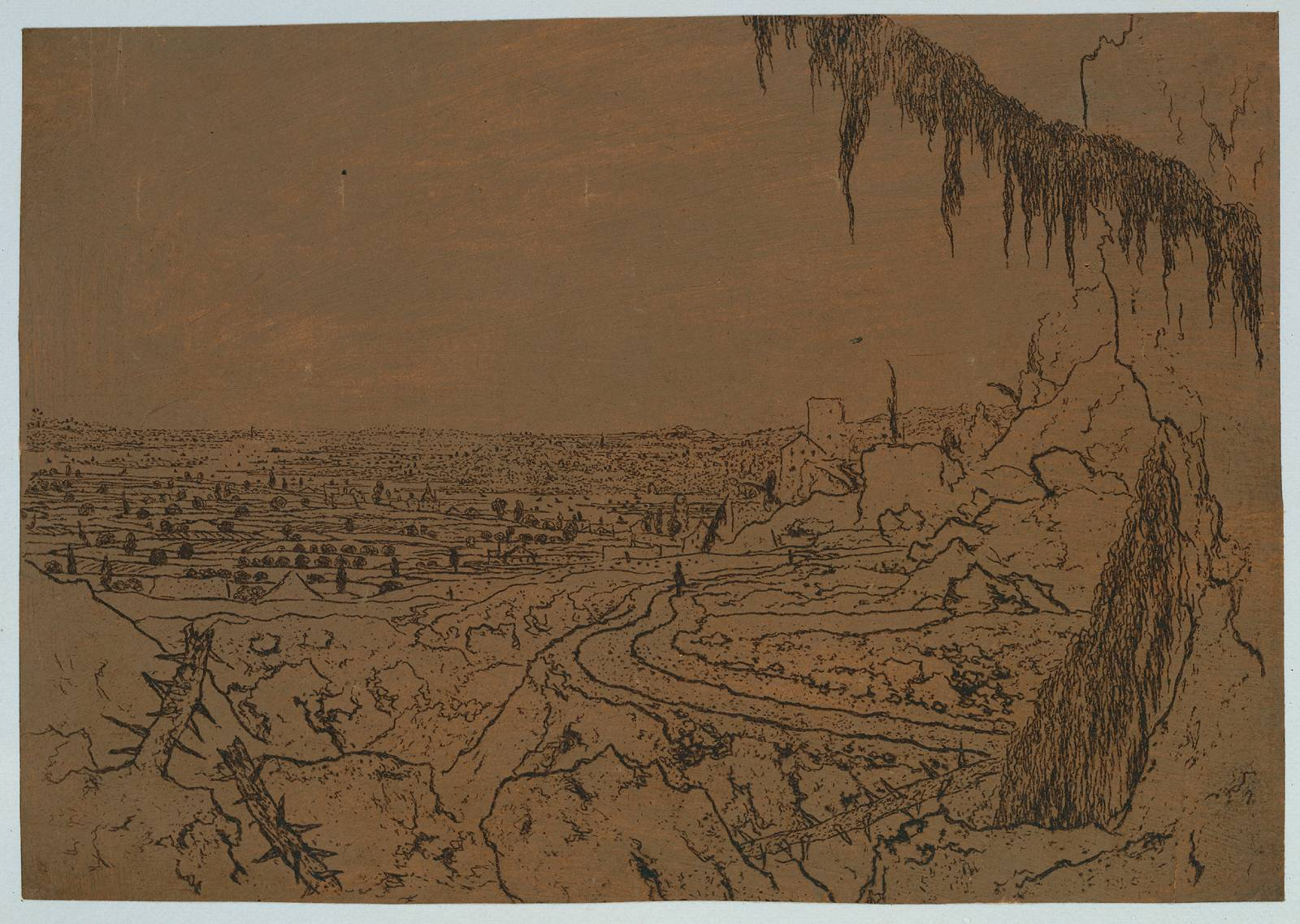
Paisatge amb Foc Aiguafort sobre paper pintat, Rijksmuseum

Un total de 183 impressions sobreviuen i la majoria es troben a museus, com el Rijksmuseum. Rembrandt col·leccionà tant pintures (en tenia vuit) com impressions de Seghers, i adquirí les seves planxes originals, Tobies i l'Àngel (HB 1), la va tornar a fer com la seva Fugida a Egipte (B 56), mantenint gran part del paisatge. Rembrandt també va tornar a fer la pintura de Seghers Muntanya i Paisatge, actualment a Uffizi, i el seu estil de pintar paisatges mostra la influència de Seghers.
Sembla que Seghers va inventar la tècnica de l'aiguatinta (també va fer ús de la punta seca) que més tard va ser redescoberta per Alexander Cozens.

## Pintures

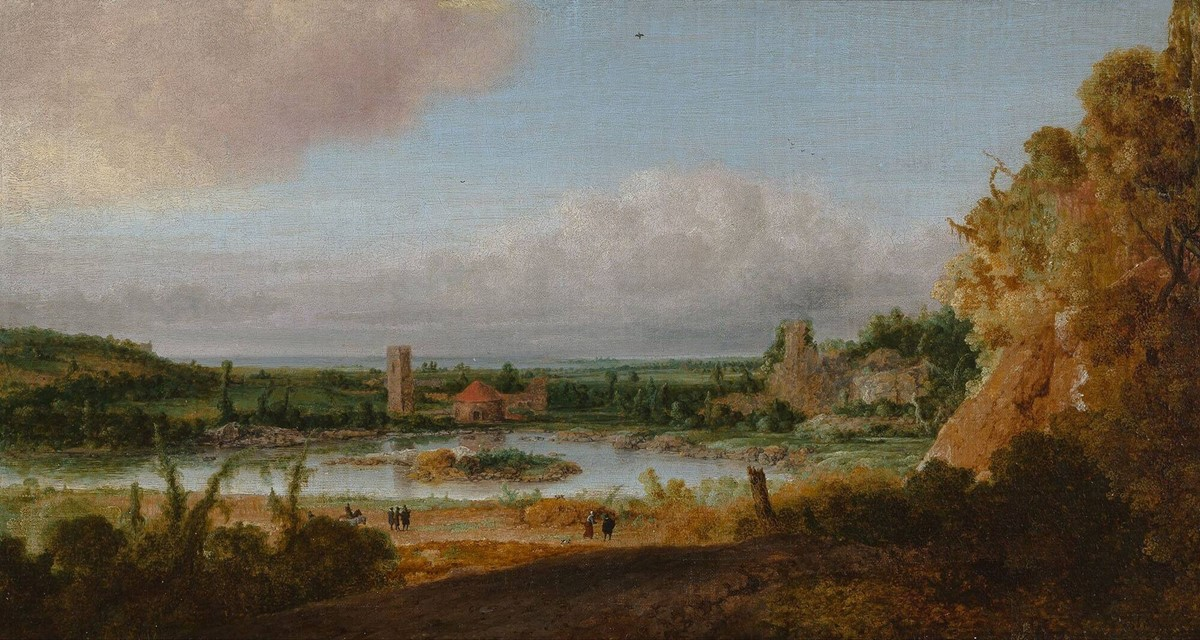
Paisatge, Museum Boymans-van Beuningen, atribuït a Seghers des de 1951.

L'Stadholder, Frederic Enric d'Orange li comprà paisatges l'any 1632. A banda de Coninxloo, Seghers va beure de la tradició paisatgística flamenca, especialment deJoos de Momper i Roelandt Savery, però també del paisatgisme manierista.

## Llegat
L'escriptora alemanya Anna Seghers va adoptar el seu nom com a nom de ploma.